# Cześnik
Een cześnik (ook: pincerna) was tot het einde van de 13e eeuw een koninklijke functionaris die voor de wijnkelder zorgde en vanaf de 14e eeuw een eretitel aan het hof van de Kroon van het Poolse Koninkrijk, het Groothertogdom Litouwen en later het Pools-Litouwse Gemenebest. De titel is vergelijkbaar met die van schenk. Een Cześnik was verantwoordelijk voor de wijnkelder en voor het inschenken van de wijn. Er bestonden drie graden op deze titel:
- Cześnik koronny – Koninklijke schenk van de Kroon
- Cześnik litewski – Schenk van de Groothertog van Litouwen
- Cześnik ziemski – District koninklijke schenk

De titel was erfelijk en kon zowel op zonen als dochters doorgegeven worden. Voor zonen was deze titel cześnikowic en voor dochters cześników. Ook de vrouwen van een Cześnik hadden recht op de titel van de echtgenoot en werden cześnikowa genoemd.